# Municipio de Spencer (condado de Ralls)
El municipio de Spencer (en inglés: Spencer Township) es un municipio ubicado en el condado de Ralls en el estado estadounidense de Misuri. En el año 2010 tenía una población de 1818 habitantes y una densidad poblacional de 9,97 personas por km².

## Geografía
El municipio de Spencer se encuentra ubicado en las coordenadas 39°33′8″N 91°24′54″O / 39.55222, -91.41500. Según la Oficina del Censo de los Estados Unidos, el municipio tiene una superficie total de 182.27 km², de la cual 180,05 km² corresponden a tierra firme y (1,22 %) 2,22 km² es agua.

## Demografía
Según el censo de 2010, había 1818 personas residiendo en el municipio de Spencer. La densidad de población era de 9,97 hab./km². De los 1818 habitantes, el municipio de Spencer estaba compuesto por el 94,33 % blancos, el 3,69 % eran afroamericanos, el 0,22 % eran amerindios, el 0,11 % eran asiáticos, el 0,06 % eran isleños del Pacífico y el 1,6 % eran de una mezcla de razas. Del total de la población el 0,88 % eran hispanos o latinos de cualquier raza.